# In the City
In the City är det brittiska bandet The Jams debutalbum, utgivet 20 maj 1977. Albumet är deras mest stökiga och punkinfluerade, något som märks i synnerhet på titelspåret. Redan här visar de dock att de har bredare infleuenser, till exempel på den 60-talsinspirerade "Away From the Numbers". Skivan blev något av en hit i England och säkrade The Jam en publik.

## Låtlista
1. "Art School" - 2:01
2. "I've Changed My Address" - 3:31
3. "Slow Down" - 2:38
4. "I Got by in Time" - 2:07
5. "Away From the Numbers" - 4:03
6. "Batman Theme" - 1:30
7. "In the City" - 2:18
8. "Sounds From the Street" - 3:13
9. "Non-Stop Dancing" - 2:27
10. "Time for Truth" - 3:09
11. "Takin' My Love" - 2:16
12. "Bricks and Mortar" - 2:34